# Фраделуш (Брага)
Фраделуш (порт. Fradelos; МФА: [fɾɐ.ˈde.ɫuʃ]) — парафія в Португалії, у муніципалітеті Брага. Розташована в північно-західній частині країни, на теренах історичної португальської провінції Дору-Міню. Входить до складу округу Брага. За адміністративним поділом, чинним до 1976 року, терени парафії були складовою провінції Міню. Належить до Бразької архідіоцезії Католицької церкви. Патрон — Мартин Турський. Площа — 1,2255 км². Населення — 786 ос. (2011). Сильно урбанізований регіон. Густота населення — 641,37 осіб/км²
. Код — 030362.

## Населення
| 1991 | 2001 | 2011 |
| 694  | 678  | 786  |